# Caroline Abel
Caroline Abel (Victoria, 18 maggio 1972) è un'economista seychellese, governatrice della Central Bank of Seychelles dal 14 marzo 2012.

## Biografia
Nata nella capitale seicellese, è figlia di Antoine Abel, scrittore considerato padre della letteratura delle Seychelles. Ha conseguito una laurea in scienze economiche e un master in economia monetaria rispettivamente all'Università di Leeds e all'Università di Glasgow.

### Carriera
Nel 1994 ha iniziato a lavorare come impiegata alla Banca Centrale delle Seychelles. Nel luglio 2010 viene nominata vicegovernatrice della banca, mentre due anni dopo ne diviene governatrice, diventando la prima donna ad assumere questa carica.

## Pubblicazioni
- Central Bank Independence in a Small Open Economy: The Case of Seychelles (2009)

## Premi e riconoscimenti
Durante il 6° Forum sulla Direzione aziendale africana, Caroline Abel ha ricevuto un premio speciale di encomio dall'organizzazione americana Georgia Legislative Black Caucus. Durante l'evento è stata anche premiata con il Premio africano alla pubblica amministrazione dell'anno dall'African Leadership Magazine.